# Joachim Drews
Joachim Drews (Hamburgo, 30 de junio de 1980) es un deportista alemán que compitió en remo. Ganó dos medallas en el Campeonato Mundial de Remo, en los años 2002 y 2003, ambas en la prueba de ocho con timonel ligero.

## Palmarés internacional
| Campeonato Mundial | Campeonato Mundial | Campeonato Mundial | Campeonato Mundial      |
| Año                | Lugar              | Medalla            | Prueba                  |
| ------------------ | ------------------ | ------------------ | ----------------------- |
| 2002               | Sevilla (España)   | Medalla de plata   | Ocho con timonel ligero |
| 2003               | Milán (Italia)     | Medalla de oro     | Ocho con timonel ligero |